# Госплемстанція
Госплемста́нція (каз. Госплемстанция) — село у складі Павлодарського району Павлодарської області Казахстану. Входить до складу Мічурінського сільського округу.
Населення — 1379 осіб (2021; 1308 у 2009, 1153 у 1999, 1209 у 1989).
Національний склад станом на 1989 рік:
- росіяни — 48 %
- казахи — 21 %